# هیوبابا
هیوبابا (به مجاری:  Hejőbába) یک منطقهٔ مسکونی در مجارستان است که در بورشود-آبااوی-زمپلن واقع شده‌است.